# Un homme à moitié
Pour plus de détails, voir Fiche technique et Distribution.
Un homme à moitié (Un uomo a metà) est un film italien réalisé par Vittorio De Seta, sorti en 1966.

## Synopsis
Interné dans une clinique psychiatrique, Michele, un journaliste, repense à sa vie et surtout à sa relation avec une mère possessive et un frère égoïste qui ont contribué à sa névrose et l'ont empêché de nouer des relations sereines avec d’autres femmes.

## Fiche technique
- Titre original : Un uomo a metà
- Titre français : Un homme à moitié
- Réalisation : Vittorio De Seta
- Scénario : Vittorio De Seta, Vera Gherarducci et Fabio Carpi
- Photographie : Dario Di Palma
- Musique : Ennio Morricone
- Production : Vittorio De Seta
- Pays d'origine :  Italie
- Genre : drame
- Durée : 93 minutes
- Date de sortie : 1966
  - France : 26 mai 1967[1]

## Distribution
- Jacques Perrin : Michele
- Lea Padovani : la mère de Michele
- Gianni Garko : le frère de Michele
- Ilaria Occhini : Elena
- Rosemary Dexter : Marina
- Ivan Rassimov
- Renato Montalbano